# Childhood Obesity
Childhood Obesity è una rivista medica bimestrale sottoposta a revisione paritaria che si occupa di obesità infantile. È stata fondata nel 2005 con il nome di Obesity Management e nel 2009 è stata ribattezzata Obesity and Weight Management. Ha acquisito il nome attuale nel 2010. È pubblicata da Mary Ann Liebert, Inc. e il caporedattore è Tom Baranowski (Baylor College of Medicine). Secondo il Journal Citation Reports, la rivista ha avuto un fattore di impatto per il 2018 pari a 2,426.